# Río San Juan (Venezuela)
El río San Juan es un río de Venezuela de 108 km de longitud, que nace de captar las aguas del Río Guarapiche y el Río Caripe en el Nor-este del Estado Monagas y desemboca sus aguas en el Golfo de Paria.

## Ubicación geográfica
Se encuentra  en la ribera oeste del estuario San Juan, el cual tiene una longitud de 108 kilómetros desde Puerto Caripito hasta la Barra de Maturín, en el Golfo de Paria, y representa el límite entre los estados Monagas y Sucre, se conoce como la segunda ruta fluvial, después del río Orinoco, que permite la navegación de embarcaciones de más de 80 mil toneladas de peso bruto.

## Características
Es un ancho río que tiene una buena profundidad y muchas particularidades. La primera es natural, ya que estamos hablando de uno de los pocos ríos que se ven visiblemente afectados por la marea en todo el mundo. Es un evento realmente excepcional. Al acercarse la puesta del sol, toda el agua del río es succionada junto a las olas y el mismo se queda completamente seco durante ocho horas. Esto se debe a que la marea dura cuatro horas entrando e igual tiempo saliendo. Durante estos periodos diarios de río seco es increíble la variedad de animales extraños que es posible encontrar. Animales que se han adaptado para vivir en este indeciso ambiente, como peces que se entierran esperando la vuelta del agua para evitar a los pequeños depredadores que se aprovechan de las horas secas del río para encontrarse la cena, así como el tiburón toro, extraordinaria especie capaz de habitar en aguas dulces y saladas.
Otro interesante galardón que posee este gran río es dar cabida en su cauce a gigantescos buques petroleros. Estos gigantes en busca del negro crudo entraban por el golfo de Paria al río para cargar petróleo y pasar la noche en Caripito. No podían irse apenas cargaban pues era necesario que se mantuvieran alertas a la marea. Durante más de cuatro horas los grandes barcos se mantenían estacionados y enterrados en el lodo que sirve de piso al río.

## Vegetación
La vegetación ribereña de los ríos de la cuenca del San Juan está compuesta por diferentes estructuras que incluye: Bosques húmedos o nublados en la serranía al norte y acompañando los ríos de bosques de galería, bosques caducos, sabanas arboladas y morichales en la zona de las mesas y bosques verdes de pantanosos en la zona continental baja, para culminar en un bosque de manglar denso y herbazales estuarinos en su desembocadura en el Río San Juan y áreas costeras del Golfo de Paria. Todas estas comunidades vegetales tienen importancia biológica de biodiversidad tanto como uso potencial de alimento, refugio y protección de la fauna silvestre.
- Datos: Q7414614
- Multimedia: San Juan River (Venezuela) / Q7414614